# A Nightmare on Elm Street (игра, LJN)
A Nightmare on Elm Street (с англ. — «Кошмар на Улице Вязов») — игра, вышедшая на Nintendo Entertainment System в октябре 1990 года по мотивам одноименного фильма-слэшера Уэса Крейвена. Игра была разработана компанией Rare и издана LJN. В том же году была выпущена одноимённая игра для Commodore 64, MS-DOS и IBM PC.

## Игровой процесс

### Сюжет
Группа подростков, преследуемая маньяком Фредди Крюгером, решает найти заброшенный дом 1428 на улице Вязов, который является логовом монстра, и разобраться с ним раз и навсегда.

### Геймплей
Игра делится на две части — «реальный мир» и «мир сновидений». Каждый раз, как герой засыпает — звучит главная тема сериала. Чтобы проснуться герою нужно найти радио. Погружаясь в сон герой получает новые способности. Если игрок медлит со сбором костей во время сна, то на него может напасть Фредди, причём незадолго до нападения слышна мелодия считалочки. В некоторые закрытые двери в игре все равно можно заходить.
Зомби, скелеты, летучие мыши, адские кошки и гончие, демоны и сам Крюгер в качестве босса уровня.
Всего в игре представлено 5 различных игровых локаций, появляющихся в фильмах серии: улица Вязов, дом 1428, автомобильная свалка, кладбище и старшая школа Спринвуда. Лучше проходить уровни в этой последовательности: первые три дома (их порядок меняется каждый раз), свалка автомобилей, Спринвудское кладбище, дом Крюгера (рядом со свалкой) и, наконец, Спринвудская школа.
В эту игру можно играть вчетвером, используя «NES Four Score» или «NES Satellite». При совместной игре двое из четырёх героев — девушки.

## Альтернативная версия
В журналах «Nintendo Power» и «Nintendo Of Europe» была опубликована информация о том, что изначальная концепция игры была другой. Игрок должен был управлять Фредди Крюгером и убивать подростков, которые искали его кости, чтобы захоронить их. Официальный синопсис игры сообщает некоторые подробности геймплея:
Вы — Фредди Крюгер. Группа надоедливых подростков пытается избавиться от вас, собрав ваши кости и захоронив их. Единственный способ остановить подростков — убить их. Вы можете проникать в дома на улице Вязов через электрические приборы и розетки, а также зеркала, развешанные во всех комнатах. У подростков есть оружие, а у некоторых — даже сверхспособности. Но если вы нанесёте удар раньше, чем они проснутся, они больше не доставят вам хлопот. Заточите свои лезвия и будьте готовы кромсать, потому что Фредди уже здесь!
Предположительно, данная версия игры была отклонена, так как разработчики боялись негативной реакции публики, которая последовала после выхода игры «The Texas Chainsaw Massacre» на Atari 2600, где игроки также управляли отрицательным персонажей-убийцей — проект потерпел финансовый крах, когда крупнейшие продавцы компьютерных игр отказались закупать товар для магазинов.

## Релиз
| Иноязычные издания                  | Иноязычные издания |
| Издание                             | Оценка             |
| ----------------------------------- | ------------------ |
| Defunct Games                       | C                  |
| EGM                                 | 4,75/10            |
| GameCola                            | 2/10               |
| Just Games Retro                    | [ 7 ]              |
| Nintendo Power                      | 2,8/5              |
| Retroage                            | 7/10               |
| Swank World                         | 6/10               |
| The Video Game Critic               | C+                 |
| VideoGames & Computer Entertainment | 7/10               |

### Продвижение
Игра не является адаптацией конкретной части франшизы, но титульное изображение Крюгера было позаимствовано с британского постера второй части «Кошмар на улице Вязов 2: Месть Фредди».
В качестве обложки издания игры использована фотография из фильма «Кошмар на улице Вязов 4: Повелитель сна».

### Критика
В основном, игра получила негативные отзывы. Часть её сравнивают с «Castlevania II: Simon’s Quest», так как у игр схожий сюжет, по которому главный герой собирает кости Дракулы. Также ресурс «Daily Dead.com» отмечает позаимствованный удачный сюжетный ход из фильма «Воины сновидений» со сверхспособностями, но не нашедший качественной реализации в игре.
Кроме того, в обзорах отмечается, что в игре использованы стереотипные противники, и «авторы не проявили и капли фантазии»; а компания LJN, которая выпустила очень много игр по фильмам вновь показывает неудачный продукт. Ди С. Коэн с ресурса «About.com» назвал игру «дешёвой, с плохим дизайном, едва ли отображающую атмосферу фильмов». Джейсон Уэсзевер назвал игру «однообразной и скучной».
В рецензиях GameCola и Defunct Games отмечалась несправедливая сложность, а также отсутствие шкалы здоровья. Адаму Уоллесу из Defunct Games не понравились случайный порядок этапов, «неизбежные опасности» и боссы с «дешевыми» ударами, а GameCola отметила неравенство в сложности между миром сна и бодрствования: «Во сне у персонажей есть метательное оружие, но вы не можете его использовать в реальном мире. По большей части вы вынуждены сражаться с врагами своей короткой рукой, которая простирается достаточно далеко, чтобы вас убили в любой момент, когда вы с чем-то сражаетесь». Уоллес также считает, что в боссах недостаточно использованы концепции из фильмов: «Почему бы Фредди не принять какую-нибудь форму из фильмов, например, змею из „Воинов Сна“, суперзлодея из комиксов или сумасшедшего повара из „Дитя Сна“? Черт, да я бы даже не возражал против нелепых штучек из „Фредди Мёртв“!».
Леви Бушенан с сайта «IGN» назвал игру неплохой, особенно на фоне других релизов компании — игр «Friday, The 13th», «Beetlejuice» и «Who Framed Roger Rabbit?».
Тем не менее, у игры были и положительные оценки. VideoGames & Computer Entertainment назвали «A Nightmare on Elm Street» необычайно хорошей игрой по мотивам фильма, похвалив ее «плавное, быстрое и отзывчивое» управление и сильную презентацию, отметив «подвижное колебание экрана», которое возникает при входе в мир снов.
Графика и музыка также получили положительные отзывы в ретроспективных обзорах, но геймплей был оценен более неоднозначно. The Video Game Critic утверждал, что хотя «A Nightmare on Elm Street» была «стандартным платформером», она была несколько увлекательной благодаря атмосфере, отражающей фильмы, и счетчику сна, который издание положительно сравнило с системой материального и спектрального царства в Legacy of Kain: Soul Reaver.

## Наследие
В 2013 году компания National Entertainment Collectibles Association выпустила эксклюзивную для GameStop фигурку Фредди Крюгера в стиле Nintendo, аналогичную фигурке Джейсона Вурхиза в стиле Nintendo, основанной на игре «Пятница 13» 1989 года от LJN.